# Libertador (Sucre)

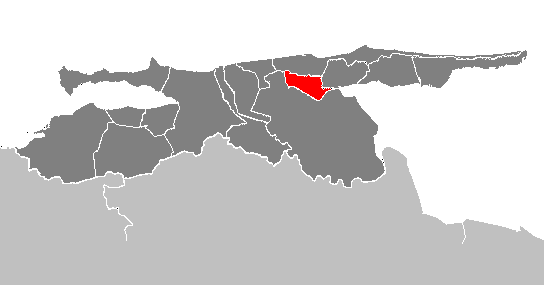
mapa de localização

Libertador é um município da Venezuela localizado no estado de Sucre.
A capital do município é a cidade de Tunapuy.